# لوطس رملي
لوطس رملي (الاسم العلمي:Lotus arenarius) هي نوع نباتي يتبع جنس اللوطس من فصيلة البقولية.